# Leander z Sewilli
Święty Leander (ur. ok. 534 w Nowej Kartaginie (Cartagena), Hiszpania, zm. 599 lub 600) – święty Kościoła katolickiego, arcybiskup Sewilli.
Był synem Seweriana; bratem Izydora, Fulgencjusza i Florentyny.
Wraz z rodziną udał się do Sewilli, gdzie po rychłej śmierci rodziców opiekował się rodzeństwem. Następnie wstąpił do benedyktynów a w roku 578 został arcybiskupem Sewilli. Miał znaczący udział w nawróceniu Hermenegilda z jego żoną Ingundą, wspierał go również przed atakami rozgniewanego ojca, króla Wizygotów, Leowigilda, który jednak kazał zamordować Hermenegilda w 585 roku.
Leander podczas swej misji w Konstantynopolu poznał świętego Grzegorza I Wielkiego i został jego bliskim przyjacielem. Święty Leander jest pionierem i organizatorem słynnego synodu w Toledo w roku 589, podczas którego król Wizygotów Rekkared I, brat Hermenegilda wraz z całym ludem przeszedł z arianizmu na katolicyzm. W 590 roku Święty powołał kolejny synod w Toledo, na którym znowu podjęto ważne decyzje dla Kościoła w Hiszpanii. Zmarł w Sewilli w roku 599 lub 600, prawdopodobnie 13 marca. Do dziś zachowało się wiele jego pism, w tym jego słynna mowa pochwalna, wygłoszona przez niego na zakończenie synodu w Toledo w roku 589. Świętymi zostali również jego bracia - Izydor i Fulgencjusz oraz siostra Florentyna. 
W ikonografii jest przedstawiany jako arcybiskup z książką, płonącym sercem, gęsim piórem, ze swym rodzeństwem.
Jest patronem Sewilli, wzywany jest w przypadku reumatyzmu.